# سگ ستارگان
سگ ستارگان (ژاپنی: 星守る犬 هپبورن: Hoshi Mamoru Inu) یک مجموعه مانگای ژاپنی اثر تاکاشی موراکامی است. داستان توسط سگی به نام هاپی روایت می‌شود که با یک خانواده کارگر ژاپنی زندگی می‌کند تا اینکه یک روز همسر مرد تقاضای طلاق می‌کند و بابا هاپی را به سفری جاده ای به جنوب ژاپن می‌برد و در نهایت بنزین نزدیک یک کمپ تمام می‌شود. بابا و هاپی برای مدتی در آنجا زندگی می‌کنند، تا اینکه یک روز بابا در ماشینش به دلیل یک بیماری قلبی از قبل می‌میرد. هاپی در آنجا به زندگی خود ادامه می‌دهد و در نهایت می‌میرد.
این کتاب جلد شومیز جمع‌آوری‌شده که در ابتدا به‌عنوان یک مانگای سریالی منتشر شد، بیش از ۴۰۰۰۰۰ نسخه در ژاپن فروخت و یک اقتباس سینمایی را جذب کرد. موراکامی در مجموع پنج داستان نوشت که داستان هاپی نقطه شروع مشترک آنهاست. NBM ComicsLit ترجمه‌های انگلیسی دو مورد اول را در یک جلد با عنوان سگ تماشای ستاره‌ها در نوامبر ۲۰۱۱ منتشر کرد.